# Iwan Urgant
Iwan Andriejewicz Urgant (ros. Иван Андреевич Ургант; ur. 16 kwietnia 1978 w Leningradzie) – rosyjski aktor, prezenter telewizyjny, showman. Jedna z twarzy rosyjskiej stacji telewizyjnej Pierwyj kanał. Prowadzący programu Wieczernij Urgant
W 2009 wraz z Alsou poprowadził finał 54. Konkursu Piosenki Eurowizji, który odbył się w Moskwie.